# Греція на зимових Олімпійських іграх 1994
Греція на зимових Олімпійських іграх 1994 у Ліллехамері була представлена 9 спортсменами у 5 видах спорту. Прароносцем на церемонії відкриття Ігор стала гірськолижниця Фома Лефусі. Грецькі спортсмени не здобули жодних медалей.

## Спортсмени
| Вид спорту          | Чоловіки | Жінки | Всього |
| ------------------- | -------- | ----- | ------ |
| Біатлон             | 1        | 0     | 1      |
| Бобслей             | 2        | 0     | 2      |
| Гірськолижний спорт | 0        | 1     | 1      |
| Лижні перегони      | 3        | 0     | 3      |
| Санний спорт        | 1        | 1     | 2      |
| Усього              | 7        | 2     | 9      |

Гірськолижний спорт
- Фома Лефусі

Біатлон
- Афанасіос Цакіріс

Бобслей
- парний — Христопулос Марінос та Грег Себальд

Лижні перегони
- Нікос Анастасіадіс
- Нікос Калофіріс
- Христос Тітас

Санний спорт
- Спірос Пінас
- Грета Себальд

## Біатлон
| Спортсмен         | Дисципліна                            | Час       | Промахи | Місце |
| ----------------- | ------------------------------------- | --------- | ------- | ----- |
| Афанасіос Цакіріс | спринт, 10 км (чоловіки)              | 32:21.5   | 3       | 56    |
| Афанасіос Цакіріс | індивідуальна гонка, 20 км (чоловіки) | 1:01:51.7 | 1       | 37    |

## Бобслей
| След  | Спортсмени                       | Дисципліна        | 1-й заїзд | 1-й заїзд | 2-й заїзд | 2-й заїзд | 3-й заїзд | 3-й заїзд | 4-й заїзд | 4-й заїзд | Сума    | Сума  |
| След  | Спортсмени                       | Дисципліна        | Час       | Місце     | Час       | Місце     | Час       | Місце     | Час       | Місце     | Час     | Місце |
| ----- | -------------------------------- | ----------------- | --------- | --------- | --------- | --------- | --------- | --------- | --------- | --------- | ------- | ----- |
| GRE-1 | Грег Себальд Христопулос Марінос | двійки (чоловіки) | 54.83     |           | 54.83     |           | 55.03     |           | 54.71     |           | 3:39.40 | 34    |

## Гірськолижний спорт
| Спортсмен   | Дисципліна     | Фінал   | Фінал   | Фінал   | Фінал | Фінал |
| Спортсмен   | Дисципліна     | Спуск 1 | Спуск 2 | Спуск 3 | Разом | Місце |
| ----------- | -------------- | ------- | ------- | ------- | ----- | ----- |
| Фома Лефусі | слалом (жінки) | 1:12.16 | DNF     |         | DNF   |       |

## Лижні перегони
| Спортсмен          | Дисципліна                                     | Фінал  | Фінал | Фінал   | Фінал | Фінал     | Фінал |
| Спортсмен          | Дисципліна                                     | Старт  | Місце | Час     | Місце | Разом     | Місце |
| ------------------ | ---------------------------------------------- | ------ | ----- | ------- | ----- | --------- | ----- |
| Нікос Анастасіадіс | 10 км класичним стилем (чоловіки)              |        |       |         |       | 31:00.3   | 86    |
| Нікос Анастасіадіс | 15 км переслідування вільним стилем (чоловіки) | +06:40 | 86    | 44:43.9 | 73    | +15:35.1  | 73    |
| Нікос Анастасіадіс | 30 км вільним стилем (чоловіки)                |        |       |         |       | 1:30:54.7 | 68    |
| Нікос Калофіріс    | 10 км класичним стилем (чоловіки)              |        |       |         |       | 30:17.0   | 82    |
| Нікос Калофіріс    | 15 км переслідування вільним стилем (чоловіки) | +05:57 | 82    | DNF     |       | DNF       |       |
| Нікос Калофіріс    | 30 км вільним стилем (чоловіки)                |        |       |         |       | 1:36:30.5 | 70    |
| Христос Тітас      | 10 км класичним стилем (чоловіки)              |        |       |         |       | 30:37.0   | 83    |
| Христос Тітас      | 30 км вільним стилем (чоловіки)                |        |       |         |       | 1:36:41.5 | 71    |

## Санний спорт
| Спортсмен     | Дисципліна                | 1-й заїзд | 1-й заїзд | 2-й заїзд | 2-й заїзд | 3-й заїзд | 3-й заїзд | 4-й заїзд | 4-й заїзд | Сума     | Сума  |
| Спортсмен     | Дисципліна                | Час       | Місце     | Час       | Місце     | Час       | Місце     | Час       | Місце     | Час      | Місце |
| ------------- | ------------------------- | --------- | --------- | --------- | --------- | --------- | --------- | --------- | --------- | -------- | ----- |
| Спірос Пінас  | одномісні сани (чоловіки) | 51.996    | 24        | 52.170    | 24        | 51.782    | 23        | 51.864    | 22        | 3:27.812 | 24    |
| Грета Себальд | одномісні сани (жінки)    | 1:43.585  | 24        | 50.824    | 23        | 49.777    | 20        | 49.955    | 19        | 4:14.141 | 24    |